# Segneri (métro de Milan)
Segneri est une station de métro à Milan, en Italie. Située sur la ligne 4 du métro de Milan entre San Cristoforo FS et Gelsomini, elle a ouvert le 12 octobre 2024.